# Hinkel
Hinkel (luxembourgeois: Henkel) est une section de la commune luxembourgeoise de Rosport-Mompach située dans le canton d'Echternach.